# جورج كولر (لاعب كرة قدم)
جورج كولر (بالألمانية: Georg Köhler)‏ هو لاعب كرة قدم ألماني، ولد في 1 فبراير 1900 في درسدن في ألمانيا، وتوفي بنفس المكان في 27 يناير 1972. شارك مع منتخب ألمانيا لكرة القدم. أما مع النوادي، فقد لعب مع .

## وصلات خارجية
- جورج كولر على موقع قاعدة بيانات كرة القدم.إي يو (الإنجليزية)
- جورج كولر على موقع ناشيونال فوتبول تيمز (الإنجليزية)
- جورج كولر على موقع عالم كرة القدم.نت (الإنجليزية)